# Ясна Поляна (Василівський район)
Ясна Поля́на — село в Україні, у Василівському районі Запорізької області. Населення становить 88 осіб. Орган місцевого самоврядування - Орлянська сільська рада.

## Населення

### Мова
Розподіл населення за рідною мовою за даними :
| Мова       | Кількість | Відсоток |
| ---------- | --------- | -------- |
| українська | 75        | 85.23%   |
| російська  | 13        | 14.77%   |
| Усього     | 88        | 100%     |

## Географія
Село Ясна Поляна знаходиться на відстані 4 км від села Орлянське. У селі бере початок балка Маячка. Поруч проходить залізниця, станція Орлянка за 4 км.

## Історія
- 1795 — дата заснування.